# Swan Song (пісня Дуа Ліпи)
«Swan Song» — пісня англійської співачки Дуа Ліпи. Він вийшов 24 січня 2019 як сингл під лейблом Warner Bros. Records. Він підтримує випуск і грає в кінці фільму Аліта: Бойовий ангел. Музичний кліп на пісню, режисера Флорії Сігізмонді, супроводжував його випуск 24 січня 2019 року.

## Чарти
| Чарт (2019)                                    | Найвища позиція |
| ---------------------------------------------- | --------------- |
| Австралія (ARIA)                               | 68              |
| Бельгія (Ultratop Flanders)                    | 50              |
| Бельгія (Ultratip Wallonia)                    | 1               |
| Канада (Canadian Hot 100)                      | 99              |
| Канада (CHR/Top 40) (Billboard)                | 31              |
| Канада (Hot AC) (Billboard)                    | 50              |
| Чехія (Singles Digitál Top 100)                | 31              |
| Франція (SNEP)                                 | 196             |
| Німеччина (Official German Charts)             | 99              |
| Угорщина (Stream Top 40)                       | 11              |
| Ірландія (IRMA)                                | 24              |
| Mexico Ingles Airplay (Billboard)              | 1               |
| Нідерланди (Tipparade)                         | 1               |
| New Zealand Hot Singles (RMNZ)                 | 5               |
| Португалія (AFP)                               | 63              |
| Шотландія (Official Charts Company)            | 27              |
| Словаччина (Singles Digitál Top 100)           | 21              |
| Швеція (Sverigetopplistan)                     | 67              |
| Швейцарія (Media Control AG)                   | 96              |
| Велика Британія (Official Charts Company)      | 24              |
| США Bubbling Under Hot 100 Singles (Billboard) | 4               |
| США (Adult Top 40) (Billboard)                 | 39              |
| США (Hot Dance Club Songs) (Billboard)         | 24              |
| США (Mainstream Top 40) (Billboard)            | 21              |